# 7Q5

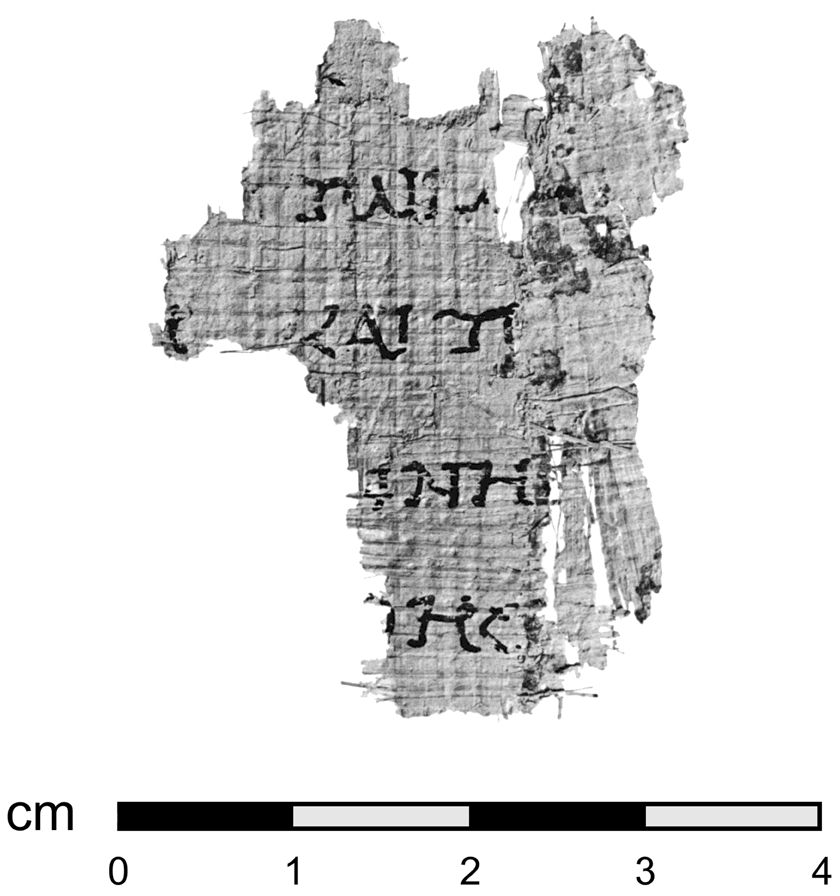
Fragment 5 uit grot 7

7Q5 is een snipper papier die gevonden is in grot 7 van de Dode Zee-rollen bij Qumran. Er staan 13 Griekse letters op, waarvan er acht zeker zijn.
Aanvankelijk dachten de ontdekkers dat ze een fragment hadden gevonden van het Evangelie volgens Marcus, namelijk H6:52,53. Daarmee zou het fragment het oudste bekende handschrift van het Nieuwe Testament zijn. Bij nadere beschouwing bleken echter de letters niet helemaal te kloppen. Bovendien is de hoeveelheid tekst te weinig om zulke verregaande conclusies te trekken. Daarmee blijft Papyrus 52 de oudste bekende getuige van de tekst van het Nieuwe Testament.